# Blephilia
Blephilia là một chi thực vật có hoa trong họ Hoa môi (Lamiaceae).

## Loài
Chi Blephilia gồm các loài: